# Diego Latorre
Diego Fernando Latorre (ur. 4 sierpnia 1969 w Buenos Aires) – argentyński piłkarz występujący najczęściej na pozycji napastnika.

## Osiągnięcia

### Boca Juniors
- Zwycięstwo
  - Recopa Sudamericana: 1989
  - Supercopa Sudamericana: 1989

### Comunicaciones
- Zwycięstwo
  - Liga Nacional de Fútbol de Guatemala: Clausura 2003

### Reprezentacja Argentyny
- Zwycięstwo
  - Copa América: 1991

### Indywidualne
- Equipo Ideal de América: 1991
- Król strzelców Primera División de Argentina: Clausura 1992